# Linh Dan Pham
Linh Dan Pham (vietnamsky Phạm Linh Đan; * 20. června 1974 Saigon) je francouzská filmová herečka vietnamského původu.

## Životopis
Její rodina opustila Vietnam těsně před pádem Saigonu, kdy jí byl jeden rok. Vyrůstala ve Francii a Nizozemsku a studovala hru na klavír. V sedmnácti letech byla obsazena do role osiřelé Camille ve výpravném historickém dramatu Régise Wargniera Indočína. Film získal Zlatý glóbus za nejlepší cizojazyčný film a Oscara za nejlepší cizojazyčný film, Linh Dan Pham byla nominována na Césara pro nejslibnější herečku. Objevila se pak ještě v německém a jihokorejském filmu, ale v roce 1994 hereckou kariéru opustila, vystudovala ekonomii a pracovala v bance. V roce 2000 se provdala za anglického investičního bankéře Andrewa Huntleyho.  
Na začátku nového století se rozhodla vrátit k herectví a studovala v USA na Lee Strasberg Theatre and Film Institute. V roce 2005 přišel její comeback ve filmu Les Mauvais Joueurs. Za roli Miao Lin ve filmu Jacquese Audiarda Tlukot mého srdce se zastavil získala v následujícím roce Césara pro nejslibnější herečku. Tento film také získal cenu Britské akademie a cenu Lumières. S Régisem Wargnierem Linh Dan Pham znovu spolupracovala na filmu Symbol smrti podle předlohy Fred Vargas. Roku 2009 natočila svůj první vietnamský film Choi voi, který režíroval Bùi Thạc Chuyên. V roce 2011 byla porotkyní filmového festivalu v Angoulême. 
V komedii Guillaume Caneta Asterix a Obelix: Říše středu hrála čínskou císařovnu. Představila se také v televizních seriálech Mytho, Faites des gosses a Last Days of the Space Age. Ve hře Julie Otsuky Certaines n'avaient jamais vu la mer účinkovala na Divadelním festivalu v Avignonu. Vystupuje ve vietnamské televizní hudební show Trung Tam Asia. 

## Filmografie
- 1992 Indočína
- 1994 Jamila
- 1994 Lai Daihan
- 2005 Les Mauvais Joueurs
- 2005 Tlukot mého srdce se zastavil
- 2007 Symbol smrti
- 2008 Dante 01
- 2008 Ozvěny kolemjdoucích
- 2009 Choi voi
- 2009 Herečky na scénu!
- 2010 Zlatý holky
- 2011 De force
- 2012 Associés contre le crime…
- 2013 Divin enfant
- 2015 La Vie très privée de Monsieur Sim
- 2016 Uchronia
- 2019 Breitnerovo komando
- 2021 Blue Bayou
- 2023 Asterix a Obelix: Říše středu
- 2024 Dans la cuisine des Nguyen